# Uschumun
Uschumun (russisch Ушумун) ist eine Siedlung städtischen Typs in der Oblast Amur (Russland) mit 1750 Einwohnern (Stand 1. Oktober 2021).

## Geographie
Die Siedlung liegt in der sich zwischen Amur und Seja erstreckenden Mittelgebirgslandschaft im Fernen Osten Russlands, die hier allmählich zur südöstlich gelegenen Seja-Bureja-Ebene ausläuft. Der Ort befindet sich etwa 290 Kilometer (Luftlinie) nördlich der Oblasthauptstadt Blagoweschtschensk.
Uschumun gehört zum Rajon Magdagatschi, dessen Verwaltungszentrum Magdagatschi 90 Kilometer nordwestlich liegt.

## Geschichte
Uschumun entstand  im Zusammenhang mit dem Bau der Amureisenbahn von Kuenga unweit Sretensk in Transbaikalien nach Chabarowsk ab 1910, als der spätere Ort zum Endpunkt einer temporären Eisenbahnstrecke (genauer Zeitpunkt der Stilllegung unbekannt) für den Transport von Baumaterial für den Streckenbau gewählt wurde, ausgehend vom gut 40 Kilometer entfernt liegenden Dorf mit Schiffsanlegestelle am Amur Tschernjajewo.
Die Bedeutung von Bahnstation und Ort wuchs mit der Verlegung des zweiten Gleises auf der Amureisenbahn; 1938 wurde der Status einer Siedlung städtischen Typs verliehen.

### Bevölkerungsentwicklung
| Jahr | Einwohner |
| ---- | --------- |
| 1939 | 6792      |
| 1959 | 5971      |
| 1970 | 4189      |
| 1979 | 3632      |
| 1989 | 3232      |
| 2002 | 2920      |
| 2010 | 2390      |
| 2021 | 1750      |

Anmerkung: Volkszählungsdaten

## Wirtschaft und Infrastruktur
In Uschumun gibt es Eisenbahnbetriebs- und Baubetrieben, darunter ein Werk für Bahnschwellen.
Uschumun ist Station der Transsibirischen Eisenbahn (Streckenkilometer 7602 ab Moskau). Unweit führt auch die Fernstraße M58 Amur vorbei, Teil der transsibirischen Straßenverbindung.